# Kataři

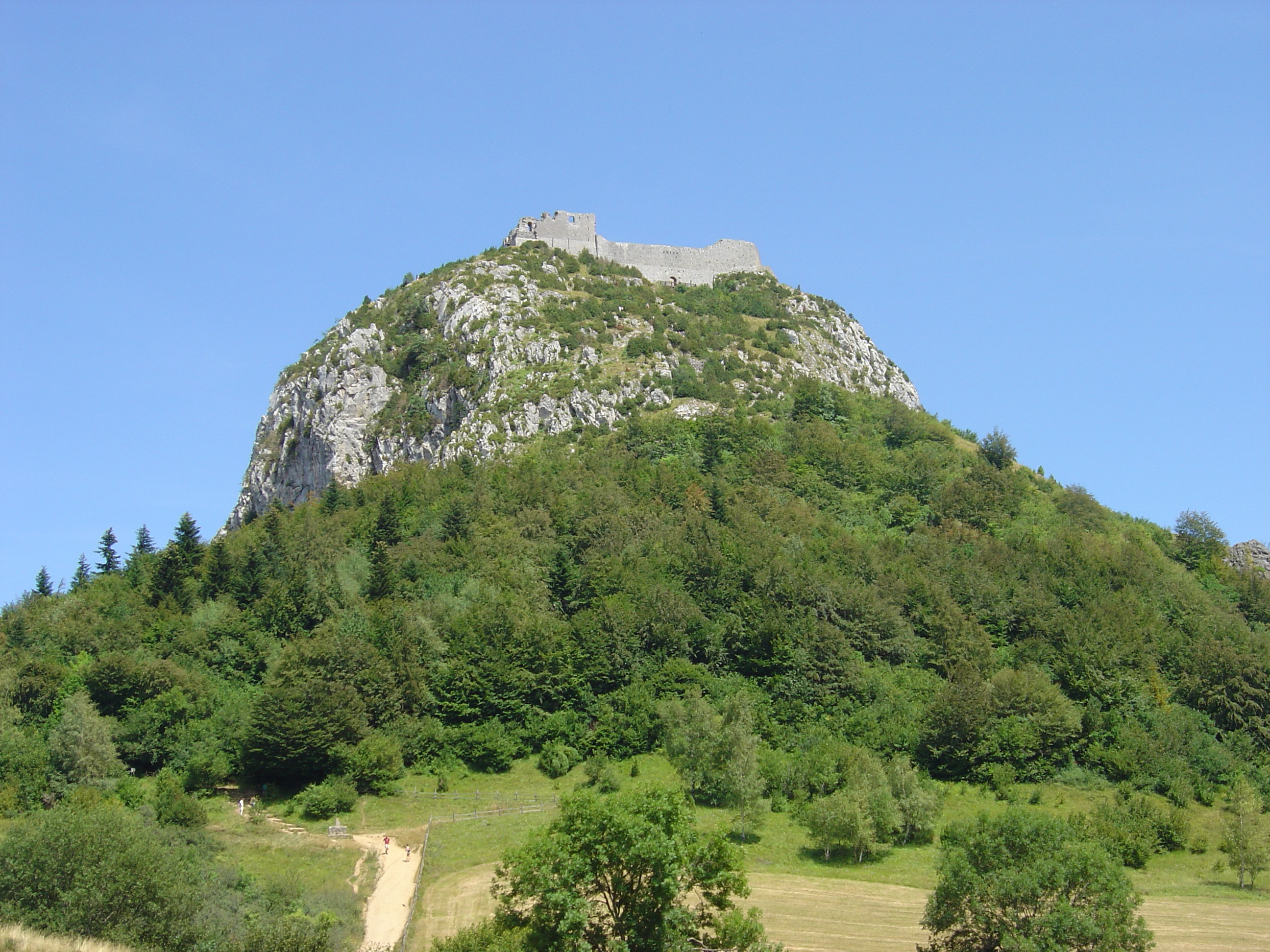
Hrad Montségur, jedno z posledních útočišť katarů

Jako kataři (z řec. καθαρός katharos – čistý), označováni také jako albigenští (podle města Albi), byli nazýváni členové velkého středověkého křesťanského náboženského hnutí na Západě. Sami členové hnutí se považovali za křesťany a označovali se jako „praví křesťané“ (veri christiani) nebo „dobří lidé“ (Bonhommes). Od počátku byli římskou církví vnímáni jako nebezpeční heretici a právě za účelem potlačení katarství vznikla ve 30. letech 13. století papežská inkvizice.
Kataři vytvořili vlastní organizaci nezávislou na strukturách římské církve, své vlastní obřady, učení a cíle. Mezi nejvýznamnější ohniska hnutí patřila Okcitanie (v dnešní jižní Francii) a některá italská města, byli však rozšířeni i jinde. Panuje poměrně rozšířená shoda, že katarství bylo spřízněné s balkánským hnutím bogomilů. První nesporný výskyt katarství v západní Evropě je doložen roku 1143 v Kolíně nad Rýnem a zmínky o něm se vyskytují až do počátku 13. století, kdy dochází k jeho potlačení.

## Název hnutí a etymologie slova kataři

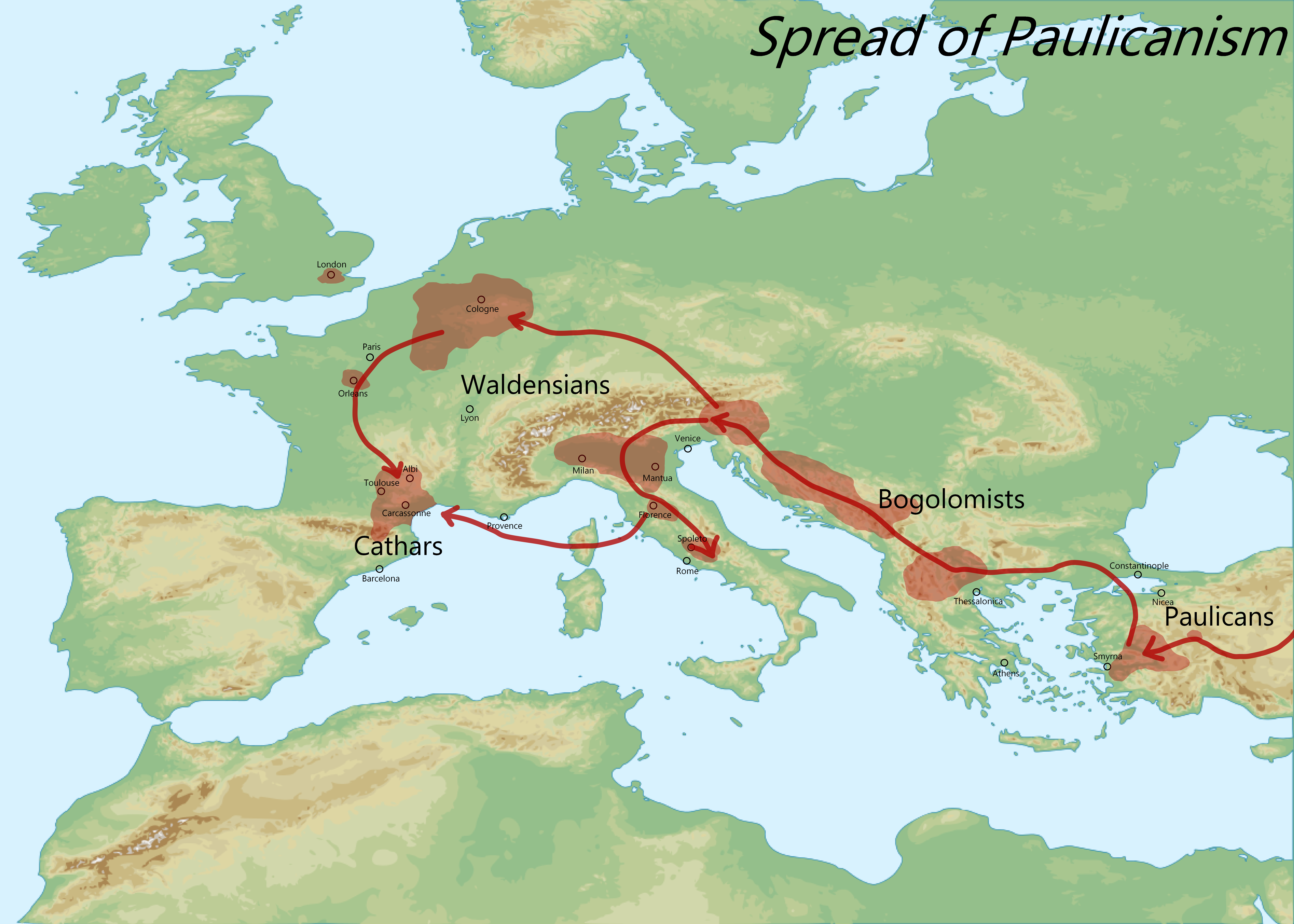
Šíření hnutí a jeho idejí směrem na Západ od paulikiánů přes bogomily a valdenské

Prameny takzvané katary někdy označují také jako albigenské (podle města Albi v Languedocu, dnešní jižní Francii, kde se hnutí značně rozšířilo), bulhary (což je odkaz na balkánské bogomily) či pataríny, a mnoha jinými názvy. Jisté je že „kataři“ sami sebe nikdy nenazývali čistými (cathari) nebo dokonalými (perfecti), nýbrž jedině křesťany, svými věřícími bývali také označováni jako praví křesťané (veri christiani) nebo dobří lidé (Bonhommes), případně jako Dobří muži a Dobré ženy.

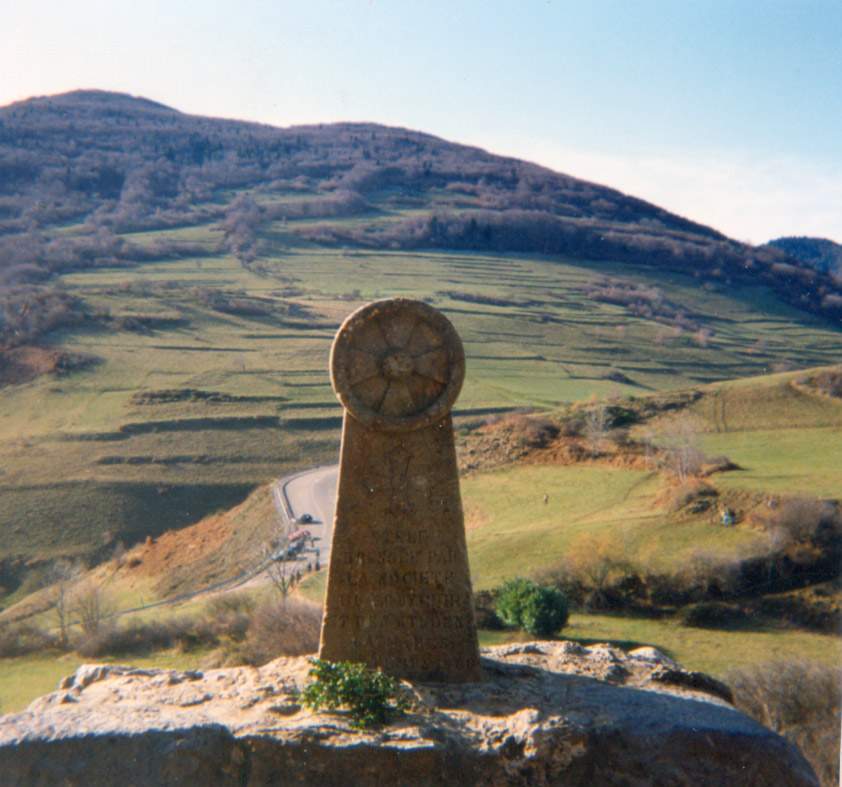
Pomníkový monolit u Montséguru

Samotný název cathari (kataři) pro označení členů hnutí využil v 60. letech 12. století Ekbert ze Schönau ve svém polemickém spisu Knihy proti katarským bludům. Název cathari si vypůjčil od sv. Augustina, z jeho protimanichejského spisu O kacířství, kde Augustin hovoří o heretických cathari a překládá to jako mundi (čistí) – Ekbert tak ztotožňuje členy středověkého hnutí s antickými catharistae, o nichž se Augustin zmiňuje jako o největší manichejské odnoži a z Augustina čerpá i ve svém popisu katarské víry, kterou stylizuje podle Augustinova podání manicheismu. Alan z Lille navrhl na přelomu 12. a 13. století ve svém spise De fide catholica (O katolické víře) tři další etymologie: kataři jsou dle Alana nazývání buď podle catha jakožto slova pro výtok, protože se prý oddávají neřestem; dále podle casti (čistí), protože prý předstírají čistotu, nebo podle catus (kočka), protože prý líbají zadek kočky, v jejíž podobě se jim zjevuje Lucifer. S kočkou (catus) spojuje katary i Hildegarda z Bingenu (ve 30. letech 13. století), protože, jak píše "kočka je více nečistá než ostatní zvířata". Účelem těchto středověkých etymologií bylo (např. podle Davida Zbírala) především naplnit ideologické cíle, které jednotliví autoři svými texty sledovali – ať už ztotožnit hnutí svých současníků s antickým manicheismem, nebo s neřestí, nečistotou, falešnou pýchou či líbáním zadku ďábla.
Z autorů 20. století navrhuje etymologii odvozenou od kočky (z cati, catier, „zbožňovatel kočky“, tedy čarodějník) francouzská historička Anne Brenonová (v knize Les Cathares, 1996)
Původně byli jako kataři označováni pouze učitelé hnutí, ale označení se v literatuře rozšířilo jako označení pro všechny přívržence hnutí. Ze slova katar je prostřednictvím německého Ketzer odvozen i český výraz „kacíř“.

### Zdroje pramenů ke katarství
Učení, které kataři hlásali, neznáme v jeho úplnosti, protože většina vlastní katarské literatury byla zničena a dochovaly se jen zlomky: Apokryf bogomilského původu Interrogatio Iohannis, teologicko-filosofické scholastické pojednání Kniha o dvou principech, tzv. Anonymní pojednání, tzv. Sbírka křesťana Radoslava a tři texty určené ke katechezi adepta připravujícího se na ústřední obřad hnutí (duchovní křest consolamentum) a k užití během obřadu. Většina dochovaných informací tak pochází z dobových kronik, protikatarských pojednání polemik (z nichž některá pocházejí od obrácených katarů) proti katarství a z rozsáhlých inkvizičních archivů, v nichž se zachovaly výpovědi katarů – tyto nekatarské prameny nám pomáhají udělat si ucelenější obraz o tom, čemu kataři věřili, ale není vždy snadné v nich rozlišit pravdu od nepochopení nebo lží.

## Dějiny katarů

### Počátky katarství
První dochovaný záznam o katarství je z Porýní. Jde o dopis premonstrátského probošta Ebervina ze Steinfeldu Bernardovi z Clairvaux sepsaný mezi lety 1143–1147, podle nehož se kataři dělili na tři stupně: posluchače, věřící a vyvolené a přestup z nejnižšího stupně k věřícím a od věřících k vyvoleným zajišťoval obřad vkládání rukou na hlavu. Podle Ebervina kataři odmítali pít mléko, požívat cokoli, co bylo následkem sexuálního spojení, a odmítali manželství. Při každém denním jídle své potraviny a nápoje „posvěcovali“ Otčenášem. Podle Ebervina kataři uváděli, že stoupenci jejich víry přetrvali od dob apoštolů v Řecku (tzn. v Byzanci) a v některých dalších zemích. To může nasvědčovat tomu, že kataři byli částečně inspirováni bogomilstvím, herezí z Balkánu a Byzance, avšak stejně dobře může jít také o zakladatelskou legendu ve snaze doložit vlastní apoštolský původ.
Katarské hnutí zapustilo kořeny v hospodářsky prosperujících krajích Flander, Porýní, zejména však Lombardie a Okcitánie.

### Kataři v Okcitánii
| „                                                                  | … duše mužů a žen jsou stejné a bez rozdílu, celý rozdíl mezi mužem a ženou spočívá jen v jejich těle, jež učinil Satan. | “ |
| — Vilém Belibasta, příslušník hnutí katarů v inkvizičním protokolu | |   |

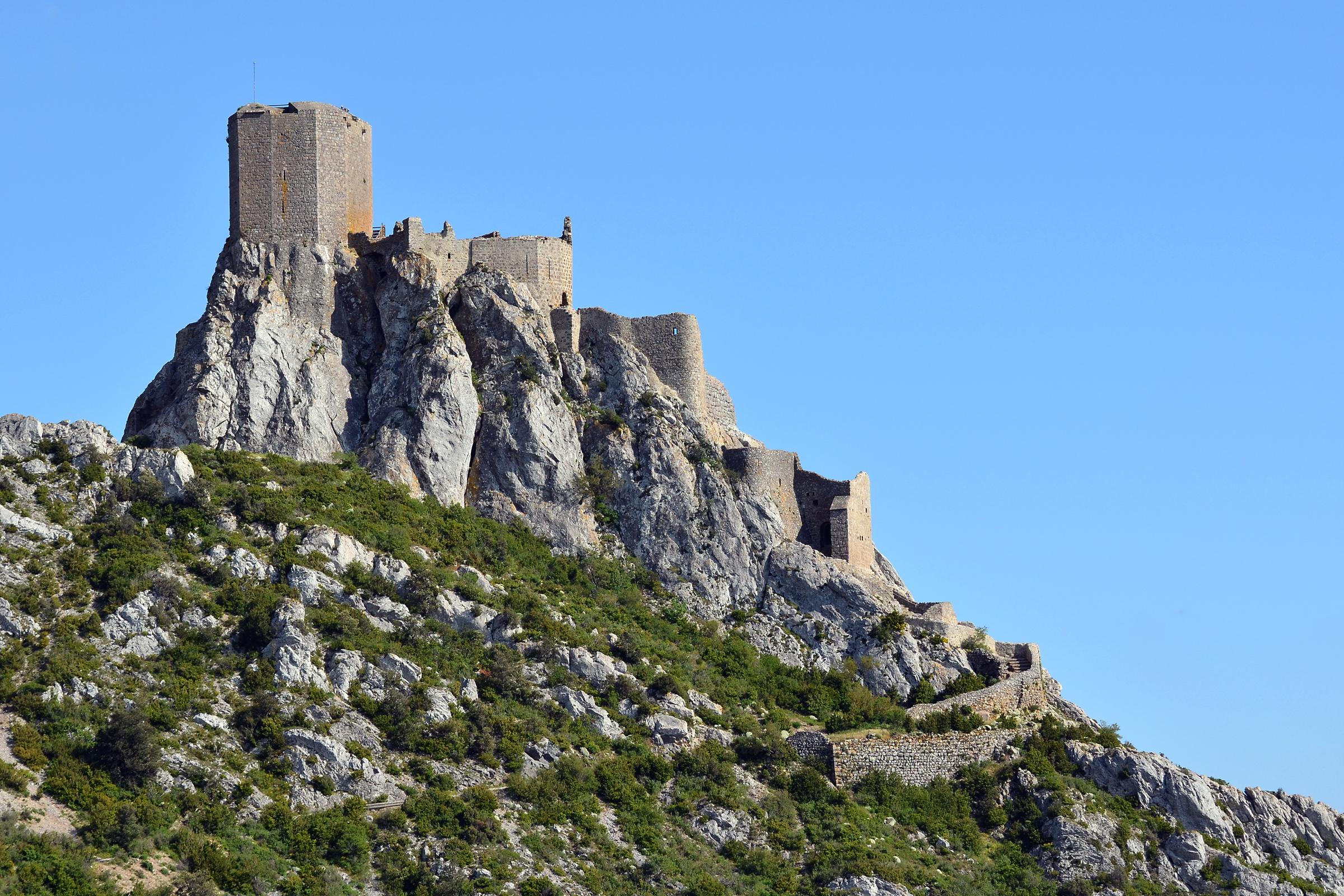
Hrad Quéribus

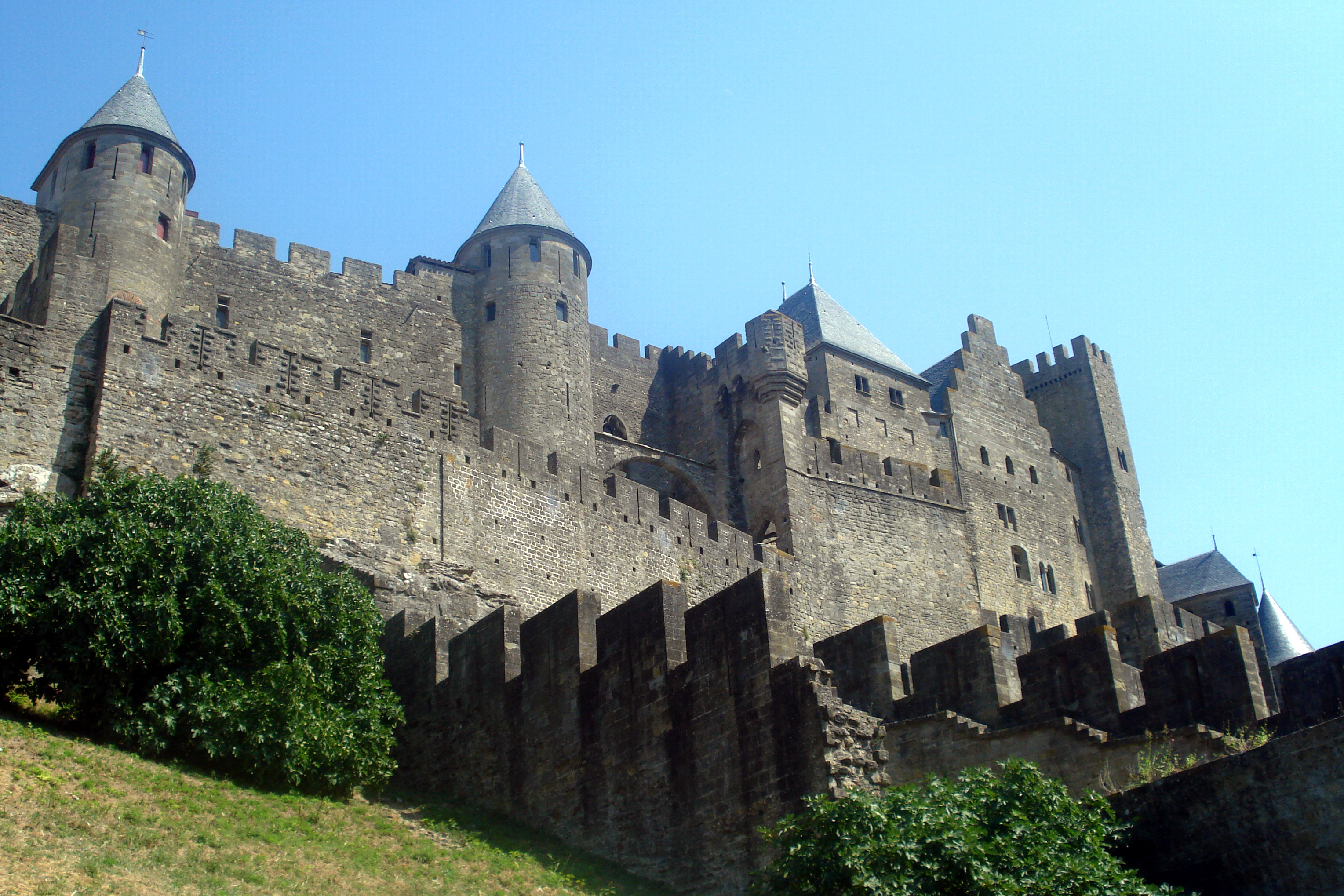
Zdi města Carcassonne

Okcitánské katarství lze v pramenech sledovat od 60. let 12. století. Vyplývá to ze záznamu o diskusi v Lombers roku 1163 a z tzv. Niquintovy listiny. Podle Niquintovy listiny se v hradišti Saint-Félix v kraji Lauragais roku 1167 sešly katarské delegace z Okcitánie, Itálie, severní Francie a z Východu (biskup Niquinta alias Nikétas) a jejich zástupce zde Niquinta vysvětil na biskupy. Niquintova listina se nicméně dochovala jen v opise ze 17. století a někteří badatelé (Monique Zerner, Jean-Louis Biget, Jacques Chiffoleau) zpochybňují její pravost.
V poslední třetině 12. století se katarské hnutí rozšířilo v hrabství Toulouse a v okolí měst Albi a Carcassonne. Jeho rozšíření souviselo s odporem venkovské šlechty k hospodářským nárokům církve a s příkladným prostým životem katarských duchovních, který kontrastoval s bohatstvím církevních hodnostářů.

### Stanovisko církve a papeže

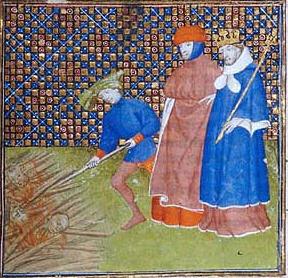
Král Filip II. upaluje katary

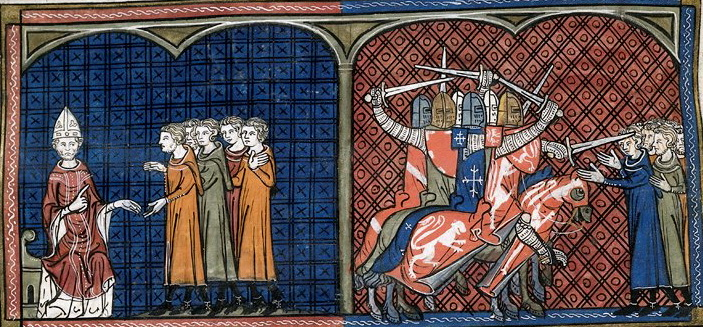
Papež Inocenc III. exkomunikuje katary (vlevo), vpravo křižáci pobíjejí katary, dobová iluminace z kroniky ze Saint-Denis, 13. století

Katarské hnutí se ve Francii a Itálii šířilo a bylo vnímáno jako hrozba společenskému řádu (odmítání manželství, trestání zločinců apod.). Církev se proto rozhodla proti katarům zakročit.
Třetí lateránský koncil roku 1179 vydal usnesení: „I když se církev na radu svatého Lva spokojuje kněžským soudem a nesahá ke krvavým popravám, musí se přece utéci o pomoc ke světským zákonům a dožadovat se zastání knížat, aby strach před časným trestem dohnal lidi k užívání duchovních léků. Protože se tedy valem rozmohli v Gaskoňsku, v okolí Albi, Toulouse a jinde kacíři, které jedni nazývají katary, druzí patariny a třetí paulikiány, a protože tam všude veřejně hlásají bludy a hledí získat na svou stranu prosté posluchače, prohlašujeme je za vyobcované z církve a i s jejich ochránci a přechovavači. Všem nařizujeme, aby se s nimi přestali stýkat. Zemřou-li ve svém hříchu, nechť za ně není sloužena mše a křesťanský pohřeb buď jim odepřen.“

### Křížová výprava proti albigenským

Katarské pevnosti

Kataři vrátivší se zpět ke katolictví byli povinni veřejně nosit žlutý kříž na svém oblečení

Papež Inocenc III. v roce 1208 rozhodl o křížové výpravě proti albigenským na jihu Francie. Papež předtím pověřil cisterciácké mnichy, aby v této oblasti kázali pravou víru. V roce 1206 se k nim připojil Domingo de Guzmán, pozdější svatý Dominik, zakladatel dominikánského řádu, ale přesvědčování nepřineslo požadované výsledky. Proto byla v letech 1208 až 1229 vyhlášena křížová výprava proti albigenským.
První papežovy výzvy, slibující dva roky odpustků, neměly velký ohlas. Když však bylo svatým bojovníkům umožněno přivlastnit si půdu, kterou dobyli, bylo papežovo volání úspěšné. Tažení bylo zahájeno pod vedením Arnalda Amalrica, opata kláštera v Citeaux, a hraběte Šimona z Montfortu. Křižáci občas pustošili celá města, upalovali katarské dokonalé na hranicích a zabíjeli obyvatele. Např. v městě Béziers bylo údajně vybito veškeré obyvatelstvo – dvacet tisíc lidí bez ohledu na vyznání, neboť byli vybíjeni katolíci stejně jako kataři nebo příslušníci jakékoliv jiné víry. Jak líčí pozdější pramen o této události, Dialogus miraculorum Caesaria z Heisterbachu, při dobytí města Béziers uslyšeli křižáci křik obyvatel. „Když podle výkřiků poznali, že tam jsou spolu s kacíři i pravověrní (katolíci), řekli opatovi (Arnaldu Amalricovi, opatu ze Cîteaux): ‚Co si máme počít, otče? Nedovedeme rozlišovat dobré od zlých.‘ A opat (stejně jako jiní) v obavě, aby se kacíři ze strachu před smrtí nevydávali za pravověrné, řekl, jak se povídá: ‚Bijte je, vždyť Bůh zná ty, kdo jsou jeho.‘ (‚Caedite eos! Novit enim Dominus qui sunt eius‘) A pobito bylo ohromné množství.“ Nutno ovšem podotknout, že autentičnost tohoto líčení i dvacetitisícového počtu mrtvých je zpochybňována.
Válka probíhala během vlády tří francouzských panovníků Filipa II. Augusta (1180–1223), Ludvíka VIII. (1223–1226) a Ludvíka IX. (1226–1270). Dozvuky měla ještě v roce 1244, kdy padla poslední významná útočiště albigenských, vesnice Minerve, hrad Montségur a hrad Quéribus (1255). Jejím výsledkem bylo připojení velké části jihu k francouzské koruně a postupné přemožení katarství na tomto území působením násilností křížové výpravy a zejména inkvizičního vyšetřování. 

### Kataři v Itálii
Mnohem méně je toho známo o historii katarů v Itálii. Ve 12. a na počátku 14. stol. existovaly katarské komunity v mnoha městech Toskánska, Romagni a Lombardie. K jejich centrům patřily Treviso, Concorezzo, Mantova, Sirmione a okolní vesnice v okolí Gardského jezera. Menší komunity žily také např. v Rimini, Viterbu nebo v Orvietu, kde byl roku 1199 katary zavražděn místní podesta Pietro Parenzo. Většina lombardských katarů byla zmasakrována roku 1278, kdy veronský vévoda Alberto della Scala dobyl Sirmione a zajatce nechal hromadně upálit v římském amfiteátru ve Veroně.

### Zánik katarů
V odlehlých oblastech languedockého venkova, zejména v podhůří Pyrenejí, a zřejmě i v sousedním Katalánsku, přežívaly izolované skupinky katarů až do počátku 14. stol. Jejich pronásledování vedl pamierský biskup Jacques Fournier, většina z nich byla násilně obrácena na katolictví. Poslední známý katarský dokonalý, Guillaume Bélibaste, byl upálen ve vesnici Villerouge-Termenès roku 1321.

## Základy katarského učení

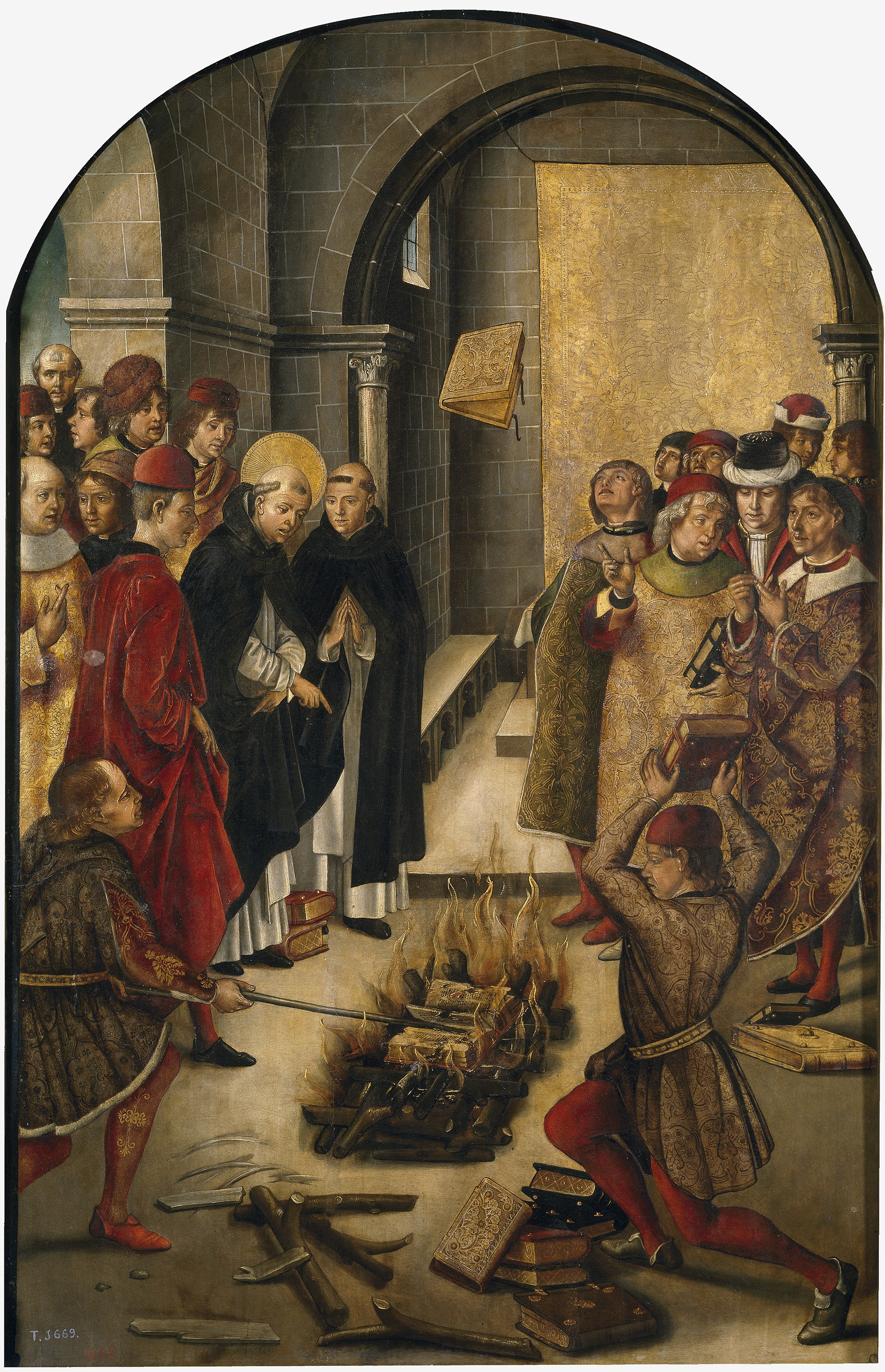
Svatý Dominik nechává pálit katarské knihy

Katarské učení nebylo skloubeným teologickým systémem, ale spíš neuzavřeným souborem typických věr, z jehož prvků si každá katarská skupina, popřípadě i jednotlivec, svou víru skládal. Nauková jednota se nepovažovala v katarství za určující. Kataři vycházeli zejména z Bible: Nový zákon přijímali, ale většinu Starého zákona odmítali, případně jej chápali jako záznamy o ďáblových činech. Katarské učení bývá označováno jako dualistické, a v jeho teologii se vyskytovaly proudy umírněného i radikálního dualismu.

### Učení umírněného dualismu
Spíše umírněný bogomilsko-katarský dualismus učil, že existuje nebeské království dobrého Boha, ale že hmotný svět stvořila zlá bytost. Někteří měli za to, že šlo původně o dobrého anděla, Lucifera (ďábla) či Satanaela, který však zpychl, zatoužil po moci a postavil se proti Bohu. Bůh jej vyhnal ze svého království, nicméně strpěl, aby ďábel vytvořil viditelný svět a usídlil se na nebeské klenbě. Ďábel z nebe oblouzením vylákal i jiné anděly, nebo je z nebe strhl násilím. Z bláta vytvořil mužské a ženské tělo, přikázal dvěma andělům (Adamovi a Evě), aby do nich vstoupili, naučil je smilstvu, ze spojení jejich těl se zrodila další těla a z jejich duší vznikly duše ostatního lidského pokolení. Židům ďábel nalhal, že on sám je Bůh a že jiného boha není. Prostřednictvím svého služebníka Mojžíše jim předal předpisy uzákoňující zabíjení, krvavé oběti a další zločiny. Pak ale přišel Ježíš Kristus a než ho ďáblovi pohůnci stačili ukřižovat, založil svou církev a zjevil jí, že Bůh Starého zákona není pravým Bohem, nýbrž krutým a mstivým ďáblem.

### Učení radikálního dualismu

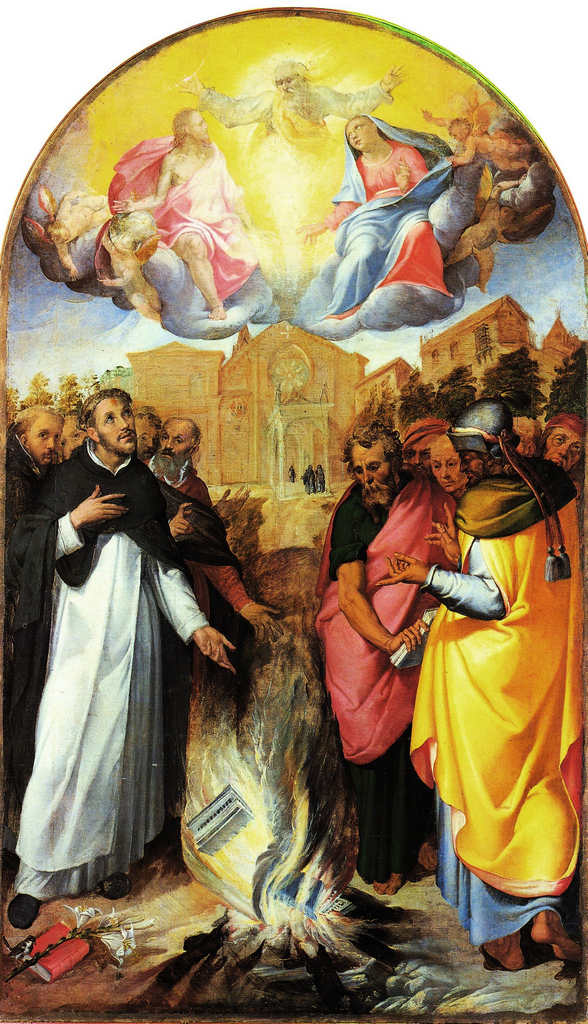
Svatý Dominik a pálení katarských knih

Kromě umírneného dualismu vznikl v katarství, ale zřejmě pouze na Západě, také radikální dualismus. Ten hlásal, že princip zla existuje od věčnosti, tedy že zlo nevzniklo až v okamžiku, kdy se původně dobrá bytost postavila proti Bohu, ale že existuje od počátku spolu s dobrem. Radikální dualismus se tázal: jak by si bytost, která měla v podstatě dobro, mohla najednou zamilovat zlo, které dosud neexistuje, nemá žádnou příčinu a je k její podstatě zcela protikladné? Ve skutečnosti podle radikálních dualistů muselo zlo již předtím existovat: od věčnosti podle nich stály proti sobě dva principy, princip dobra a princip zla (jehož je Satan pouhým služebníkem). Radikální dualisté tak odstranili vnitřní rozpory, které viděli v umírněném dualismu, kde byl dobrý Bůh přísně vzato příčinou veškerého zla, neboť nedal Luciferovi a andělům takové dispozice, které by jim umožnily zůstat dobrými.

### Katarská učení o spáse duší
Kataři věřili, že duše (ať už jich ďábel zajal určitý počet nebo vznikají stále nové) se mohou z hmotného ďáblova světa vysvobodit. V otázce, jaká cesta ke spáse duše vede, se kataři rozcházeli, neboť jejich náhled na duši nebyl jednotný.
Někteří věřili v reinkarnaci, stěhování duší z těla do těla, dokud duše nedojdou spásy díky duchovnímu křtu (baptisme esperital), o kterém kataři věřili, že jej jejich církev předává v nepřetržité linii už od doby Krista a apoštolů. Ne všechny katarské církve přijímaly koncepci stěhování duší; tato nauka byla rozšířena zejména u radikálních dualistů, kteří věřili ve dva počáteční protichůdné principy dobra a zla. Ale ani ve vyhraněně dualistických společenství nebyla přijímána všemi.
Podle mnoha katarů všechny duše pocházejí z prvních dvou duší uvězněných Satanem v lidských tělech a vznikají při pohlavním styku; tyto duše mohou být buď vykoupeny, nebo zavrženy. Naproti tomu velká většina radikálních dualistů odmítala myšlenku věčného zavržení a věřila, že jednou budou vysvobozeny všechny duše, které spadly z nebes, a to jakmile čas jejich pokání na tomto zlém světě vyprší a jakmile se inkarnují do těla, v němž budou žít podle Božích přikázání a v němž přijmou duchovní křest.

### Vztah ke katolické církvi a k pravoslaví
Kataři věřili, že pravou Kristovou církví není (podle jejich mínění) prohnilá většinová církev (ve své době se takto vyhraňovali buď proti Katolické církvi na západě, nebo proti církvi Východní), nýbrž církev malá, věrná, které bylo Kristem předpovězeno pronásledování a která byla poslána „jako ovce mezi vlky“ – tedy církev katarská, která, jak kataři věřili, předává v nepřerušené posloupnosti od dob Krista a apoštolů svátost křtu Duchem svatým (consolamentum), jejíž přijetí je jedinou možností, jak dosáhnout spásy.

## Obřady
Kataři si nestavěli chrámy ani žádné kultovní stavby; obřady se odehrávaly v domech. Scházeli se především v domech Dobrých mužů a domech Dobrých žen..

### Lámání a žehnání chleba
Každodenně praktikovaným rituálem bylo kultovní stolování s lámáním a žehnáním chleba a jeho rozdělováním mezi přítomné. Uskutečňoval na začátku každého společného jídla. Představený se pomodlil, nařízl chléb, rozdělil jej a rozdal kousky mezi přítomné, včetně obyčejných věřících. Kataři tento zvyk chápali jako prostou připomínku Poslední večeře a odmítali jakékoli spojování chleba s Kristovým tělem. Věřili že ve skutečnosti Ježíš mluvil o chlebu učení, které se má rozdělovat mezi lidi, ne o svém skutečném těle.

### Consolamentum(křest Duchem svatým)

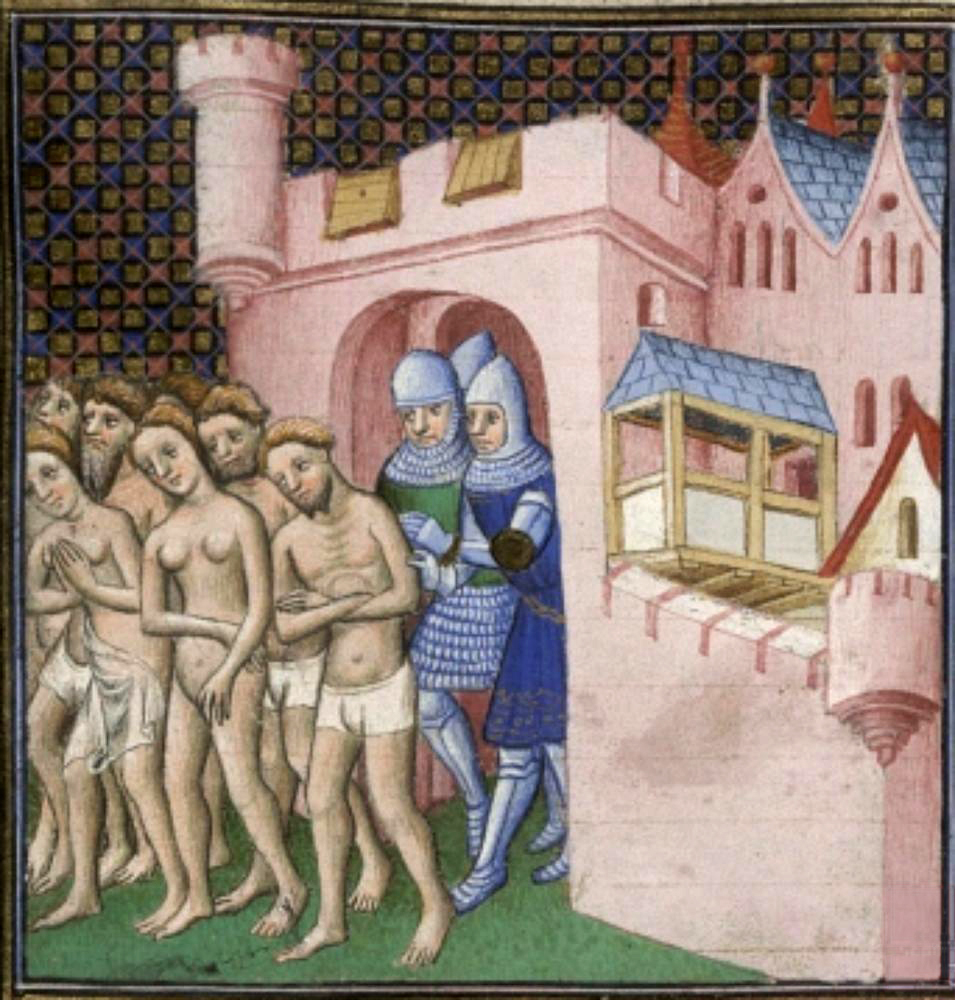
Kataři propuštění nazí z Carcassonne, rok 1209

Nejdůležitějším obřadem hnutí byl duchovní křest Duchem svatým nazývaný consolamentum (útěcha). V návaznosti na Nový zákon (např. Skutky apoštolů 19,1–7) kataři rozlišovali Janův křest vodou, který podle nich pouze povolává k pokání, a křest ve jménu Ježíše Krista vkládáním rukou. Věřili, že během obřadu consolamenta je na adepta seslán Duch svatý, Utěšitel (Paraklétos); všechny hříchy jsou příjemci odpuštěny, otevírá se mu cesta do nebeského království a stává se dobrým křesťanem čili Dobrým člověkem. Consolamentum však nemohlo mít žádoucí výsledek (posmrtné vystoupení do nebeského království), pokud po něm nenásledovaly příslušné činy dosvědčující skutečné vnitřní obrácení – v případě porušení přísných životních zásad Dobrých lidí svátost pozbývala platnosti. Pokud k opětovnému upadnutí do smrtelného hříchu došlo, jedinou možností bylo znovu přijmout consolamentum a v takovém případě byla příprava obzvláště tvrdá. O udělení consolamenta rozhodovali Dobří lidé, kteří mohli seznat, že si ho uchazeč nezasluhuje. Z lehčích hříchů se Dobří lidé společně vyznávali v obřadu zvaném apparellamentum.
Obvykle křtu předcházela roční příprava adepta a byli k němu svoláni další kataři a katarky. Hlavními složkami obřadu duchovního křtu bylo kázání o pravé Boží církvi, slib čistého života v souladu s evangelijními přikázáními, společné vkládání rukou na adeptovu hlavu, při němž představený křtěnci vložil na hlavu Nový zákon či evangeliář, přítomní kataři položili pravou ruku na křtěncovu hlavu, šíji či ramena. Obřad doprovázelo četné opakování Otčenáše a recitace prologu evangelia podle Jana. Svátost ukončoval polibek pokoje. Svátost měla i svou nouzovou podobu: vzkládání rukou sice měli uskutečňovat přinejmenším dva kataři, ale když nebylo zbytí, například v dobách pronásledování, stačil i katar jediný, a dokonce i jediná katarka.
Praxi consolamenta přejali kataři od bogomilů; nejstarší dochovaný doklad pochází z jedenáctého století.
Zvláštním druhem consolamenta bylo to, které se udílelo umírajícím – consolamentum umírajícím nevyžadovalo dlouhou přípravu. Pokud se jeho příjemce uzdravil, pozbývalo, zdá se, platnosti a Dobří lidé byli nabádáni k modlitbám za to, aby daný člen komunity co nejdříve přijal standardní consolamentum. Toto consolamentum umírajícím přijímali na smrtelné posteli i někteří katarští věřící, kteří seznali, že nejsou schopni celý život plnit přísná přikázání, k nimž se člověk přijetím consolamenta zavazoval a consolamentum umírajících tak představovalo jakýsi protějšek katolického oblékání mnišského roucha in articulo mortis a také obdobu předsmrtného udělení katolických svátostí.

### Společné modlitby, předání modlitby, obřadní úklona a biskupské svěcení
Společné modlitby se odehrávaly několikrát denně; skládaly se z Otčenáše a několika dalších formulí. Předání modlitby bylo dalším obřadem, jímž získával katechumen právo a povinnost modlit se Otčenáš. Praktikována byla tzv. obřadní úklona (melioramentum), jež měla různé podoby, od prosté úklony až po pokleknutí a trojí padnutí tváří na zem – prokazovali ji kataři jiným katarům, které navštívili, a také vzorní věřící katarům; byla rovněž součástí obřadů consolamenta, předání modlitby a vyznání vin a provázely ji modlitební formule. Kataři měli i biskupské svěcení, které se svým průběhem velmi podobalo consolamentu.

## Charakteristika hnutí

### Život katarů

Okcitánský kříž jako možný „symbol pro shromáždění katarů“

Pro ty, kdo podstoupili consolamentum – duchovní křest a zasloužili si tak označení za „dobré lidi“, „dobré křesťany“ či prostě „křesťany“, platila přísná pravidla, jejichž porušení znamenalo zneplatnění tohoto křtu: museli zachovávat evangelijní přikázání, nesměli krást, požívat vejce, živočišný tuk ani jakékoli maso kromě rybího a račího, zabíjet živé bytosti, lhát, přísahat. Byli povinni vzdát se pohlavního styku a dodržovat přísné posty. Obyčejní věřící žili v podstatě stejně jako jejich pravověrní současníci: chodili do válek, zabíjeli zvířata, plodili děti, jedli maso, přísahali a snažili se vyvarovat alespoň smrtelných hříchů a vysvobození duše se jim mohlo dostat buďto přijetím duchovního křtu v pozdějším věku, případně předsmrtně, nebo, podle víry některých radikálních katarských dualistů, v některém z příštích pozemských životů.
Katarský systém ve svém důsledku odmítal feudální moc církve i šlechticů – neuznávali soudní moc feudálů, brojili proti krveprolévání, tělesným trestům a přísaze. Přesto však katarství základy feudalismu podkopávalo spíše jen teoreticky, svým doktrinálním systémem, ne nějakými konkrétními podvratnými akcemi. Zákaz krveprolévání nebo zákaz přísahy se týkal jen katarských řeholníků (Dobrých lidí).

### Struktura katarské církve
Kataři si vytvořili vlastní nezávislou organizaci, zvláště silnou tam, kde byli na delší čas ušetřeni pronásledování (jih dnešní Francie, některá italská města). Katarská církev pořádala vlastní synody, měla biskupskou strukturu (biskup však nedisponoval přílišnými pravomocemi), dělila se na dieceze a jednotlivé farní obvody spravovali jáhnové. Katarství nemělo papeže či jinou centrální věroučnou autoritu a bylo velmi vnitřně rozrůzněné. Funkce biskupa stojícího v čele jednotlivých katarských společenství je dosvědčena nejpozději od první poloviny 12. stol.  Biskup měl k ruce „staršího syna“ (filius maior) a „mladšího syna“ (filius minor). Když biskup zemřel nebo kvůli hříchu své biskupské důstojenství ztratil, stal se „Starší syn“ jeho nástupcem, „mladší syn“ zaujal místo „staršího syna“ a shromáždění členů katarské církve vybralo nového „mladšího syna“. „Synové“ cestovali z místa na místo, navštěvovali katary a katarky a dohlíželi na chod místních skupinek. V jednotlivých obcích s větším počtem katarů měla katarská církev vždy jednoho jáhna. Jáhni vedli veřejné zpovědi z lehkých hříchů a zodpovídali za běžný život domů, ve kterých dobří křesťané sídlili.
Katarská organizace spočívala na Dobrých lidech – řeholnících katarské církve. Dobří muži a Dobré ženy kázali, napomínali věřící, udíleli duchovní křest a sami si vydělávali na živobytí: sdružovali se ke společnému životu ve zvláštních domech, kde se věnovali povolání tkalců, košíkářů, ševců apod. Své výrobky prodávali na trzích. Teprve když začalo pronásledování, byli nuceni žít z darů věřících.

### Vztahy katarství a bogomilství
Panuje poměrně rozšířená shoda, že katarství bylo spřízněno s hnutím, jež vzniklo v Bulharsku v 10. století a jehož příznivci byli na Východě známi jako bogomilové. Katarství nevzniklo na středověkém Západě ale jde o totéž náboženství jako bogomilství, přesunuté do jiného prostředí. Propojenost katarství s bogomilstvím je podložena zprávami o kontaktu bogomilských hodnostářů s hodnostáři katarskými, srovnávacím studiem bogomilských a katarských věr a obřadů, označením bulhaři, jež se o katarech ve Francii užívalo, výčtem katarských církví v díle bývalého katara a posléze dominikánského inkvizitora Rainera Sacconiho, který vyjmenovává šestnáct katarských církví, z toho šest východních – bogomilských. Bogomil, od něhož se bogomilství odvozuje, byl venkovským knězem v Bulharsku v 10. století. Základ bogomilského učení tvoří etika odmítající Starý zákon, neuznávání církevních svátostí a oficiální církve vůbec. Bogomilové však uznávali Nový zákon. Téměř jistě v jedenáctém století, nejpozději však v polovině století dvanáctého, se bogomilské učení dostalo na Západ. I když šlo učení v novém prostředí a jiném společensko-historickém kontextu vlastními cestami, obě křídla hnutí (kataři a bogomilové) nadále zůstávala úzce propojena nejen co do nauky, ale i v organizační oblasti.